# Messerschmitt
Messerschmitt AG (pronunciació alemanya: [ˈmɛsɐʃmɪt]:) va ser una empresa constructora d'aeronaus alemanya que va rebre el nom del seu dissenyador en cap Willy Messerschmitt i coneguda principalment per els seus caces de la Segona Guerra Mundial, en particular el Bf 109 i el Me 262. L'empresa va sobreviure al període després de la guerra, fusionant-se a Bölkow i a Hamburger Flugzeugbau passant a formar Messerschmitt-Bölkow-Blohm abans de ser absorbides l'any 1989 per Deutsche Aeroespacial (DASA, ara part d'Aerobus).

## Història

### Inicis
El febrer de 1916, l'empresa d'enginyeria del sud d'alemanya MAN SE juntament amb alguns bancs va adquirir la poc rendible empresa constructora d'aeronaus Otto-Flugzeugwerke, reanomenant-la com Bayerische Flugzeugwerke AG (abreujat B.F.W.). L'adquisició es va començar al febrer de 1916 i es va portar a terme el 3 de març d'aquell any, enregistrant-la al amb un capital inicial d'1.000.000 de marcs el 7 de març, dels quals, un 36% van ser proporcionats pel Banc für Handel und Industrie, de Berlín, un 30% per MAN SE i el 34% restant per Hermann Bachstein, també de Berlín. El primer President de la companyia va ser Peter Eberwein, qui anteriorment havia treballat a Albatros Flugzeugwerke.
A causa de la necessitat immediata de producció d'aeronaus degut a la guerra, no va haver temps per fer desenvolupaments nous i BFW va fabricar models sota llicència d'Albatros Flugzeugwerke. Un mes després de la seva creació, l'empresa era capaç de subministrar aeronaus als ministeris de guerra de Prussia i Bavaria tot i que, al principi, es van trobar grans problemes de qualitat. Les tripulacions alemanyes freqüentment es queixaven sobre els seriosos defectes que patien les primeres màquines de BFW. El mateix problema passava amb les aeronaus de l'empresa predecessora dirigida per Gustav Otto. Tan sols amb alguns canvis organitzatius i una supervisió més intensiva de la línia d'assamblatge van resoldre aquests problemes cap a finals de 1916. BFW llavors va començar a fabricar més de 200 aeronaus mensuals i la seva plantilla va créixer fins als 3.000 treballadors, esdevenint un dels fabricants d'aeronaus més grans de Bavaria.
El final de la guerra va tenir un dur impacte a BFW, ja que, la demanda militar d'aeronaus va desaparèixer. L'administració de l'empresa es va veure obligada a buscar nous productes amb els que mantindre la seva posició en el mercat, el que va fer construint mobiliari i cuines a mida, ja que les estructures dels avions eren de fusta i tenien molt material romanent. A més a més, a partir del 1921, l'empresa va fabricar motocicletes de disseny propi amb els noms de Flink i Helios.
La tardor de 1921, el financer austríac Camillo Castiglioni va mostrar interès en comprar BFW. Mentre la majoria dels accionistes van acceptar la seva oferta, MAN SE inicialment va conservar les seves accions de BFW, però Castiglioni les voia totes. El director de BMW Franz Josef Popp, va fer costat Castiglioni i, cap a la primavera de 1922, Castiglioni i Popp van persuadir a MAN per que deixés les seves participacions de BFW, de manera que Castiglioni va esdevenir l'únic propietari de l'empresa. El maig d'aquell mateix any, quan l'inversor va poder adquirir el negoci de motors de BMW de Knorr-Bremse AG, va aconseguir fusionar BFW i BMW.

### Caiguda i restabliment
Bayerische Flugzeugwerke (BFW) va ser reformada el 1926, a Augsburg, Bavaria, quan Udet Flugzeugbau GmbH va esdevenir una societat anònima. Inicialment, BMW tenia participacions de l'empresa i tenia com a representant dins de l'estructura a Josef Popp.
Willy Messerschmitt es va unir a l'empresa el 1927 com a dissenyador en cap i enginyer i va formar un equip de disseny.
Un dels primers dissenys, el Messerschmitt M20, va resultar un desastre pel dissenyador i l'empresa. Molts dels prototipus es van estavellar, matant un d'ells a les autoritats d'aviació civils alemanyes i a Hans Hackmack, un amic proper del cap de Deutsche Luft Hansa, Erhard Milch. Milch es va enfadar per la manca de resposta de Messerschmitt i això va provocar una aversió cap a ell que duraria tota la seva vida. Milch, finalment, va cancel·lar tots els contractes amb Messerschmitt, el que va portar BFW a la suspensió de pagaments l'any 1931. L'amistat de Messerschmitt amb Hugo Junkers va fer que pogués tornar a l'activitat amb BFW l'any 1933.
Messerschmitt va promoure un concepte que va anomenar "construcció de pes lleuger". La primera aeronau a incorporar aquest concepte va ser el Bf 108 Taifun, que aviat va fer tota classe de rècords. Basant-se en aquest model, va presentar un disseny a un concurs de la Luftwaffe el 1935, guanyant amb el Bf 109.
A partir d'aquest moment Messerschmitt va esdevenir el favorit del partit Nazi, tant pels seus dissenys com per les seves habilitats polítiques i la ubicació de la seva fàbrica al sud d'Alemanya lluny de l'agrupament d'empreses d'aviació a la costa nord. BFW es va reconstituir com a Messerschmitt AG l'11 de juliol de 1938, amb Willy Messerschmitt com a president i director gestor. El rebateig de l'empresa va canviar també el prefix amb què el RLM anomenava els avions, passant de Bf a Me, des del Bf 108 fins al Bf 163, amb prefix Bf, i tots els posteriors, amb prefix Me.

### Segona Guerra Mundial

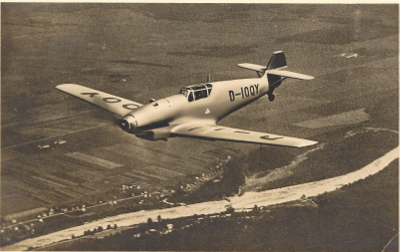
Prototip del Bf 109 V.3

Durant la guerra Messerschmitt va esdevenir un dels principals proveïdors, amb la majoria de la força de caces de l'exèrcit nazi format per Bf 109 i Bf 110 durant la primera meitat de la guerra. També es van fer moltes altres comandes com l'enorme planador de transport Me 321 Gigant o el Me 323, redisseny amb sis motors. Tanmateix, durant la segona meitat de la guerra, Messerschmitt va basar gairebé tota la seva producció en avions de reacció, produint el primer caça de reacció operacional del món, el Me 262 Schwalbe. També van produir el Me 163 Komet, el primer disseny d'avió coet en entrar en servei. Messerschmitt tenia una gran part de la seva plantilla formada per treballadors-esclaus dels camps de concentració i un 40.000 presos de diverses nacionalitats van morir construint avions per Messerschmitt. Messerschmitt també va ocupar la famosa vil·la Tugendhat a Brno, República Txeca, dissenyada per Mies van der Rohe i Lilly Reich en els anys 20.

## Després de la guerra
Durant els deu anys posteriors a la Segona Guerra Mundial, l'empresa tenia prohibit produir aeronaus, passant aleshores a construir tricicles a motor o Kabinenroller com el KR175 / KR200.

### Retorn a l'aviació
El 6 de juny de 1968, Messerschmitt AG es va fusionar amb la petita empresa d'enginyeria civil Bölkow, esdevenint Messerschmitt-Bölkow. El maig següent, l'empresa va comprar Hamburguer Flugzeugbau (HFB) passant el seu nom a Messerschmitt-Bölkow-Blohm (MBB). L'any 1989 MBB va ser absorbida per DASA, que posteriorment formaria part d'EADS, actualment Airbus.

## Aeronaus
| Model     | Nom               | Primer vol        | Comentaris |
| --------- | ----------------- | ----------------- | --- |
| M17       |                   | Gener, 1925       | Avió esportiu |
| M18       |                   | 1926              | Avió de passatgers                                                                                               |
| M19       |                   | 1927              | Avió esportiu |
| M20       |                   | 1928              | Avió de passatgers                                                                                               |
| M21       |                   | 1928              | Prototipus de biplà d'entrenament                                                                                |
| M22       |                   | 1928              | Prototipus de bombarder biplà                                                                                    |
| M23       |                   | Principis de 1928 | Avió esportiu |
| M24       |                   | 1929              | Avió de passatgers                                                                                               |
| M26       |                   | 1930              | Prototipus d'aeronau lleugera                                                                                    |
| M27       |                   | 1930              | Avió esportiu |
| M28       |                   | Gener, 1931       | Prototipus d'avió de correus                                                                                     |
| M29       |                   | 1932              | Avió de competició                                                                                               |
| M31       |                   | 1932              | Avió esportiu |
| M35       |                   | 1933              | Avió esportiu desenvolupament del M23                                                                            |
| M36       |                   | 1934              | Avió de passatgers                                                                                               |
| Bf 108    | Taifun (Tifó)     | 1934              | Avió d'entrenament i de transport                                                                                |
| Bf 109    |                   | Setembre, 1935    | Caça, bombarder interceptor; algunes versions posteriors referides erròniament com Me 109                        |
| Bf 110    |                   | 12 maig, 1936     | Caça pesant / nocturn, bimotor                                                                                   |
| Me 155    |                   | No construït      | Caça desenvolupat del Bf 109; el projecte es va transferir a Blohm + Voss com Bv 155                             |
| Bf 161    |                   | 1938              | Prototipus d'avió de reconeixement                                                                               |
| Bf 162    | Jaguar            | 1937              | Schnellbomber (Bombarder ràpid) basat en el Bf 110                                                               |
| Bf 163    |                   | 19 febrer, 1938   | Avió STOL de reconeixement construït per Weserflug AG                                                            |
| Me 163    | Komet (Cometa)    | Principis de 1941 | Avió coet, Interceptor                                                                                           |
| Bf 165    |                   | 1937              | Projecte de bombarder de llarg abast                                                                             |
| Me 208    |                   |                   | Versió millorada i ampliada del Bf 108                                                                           |
| Me 209    |                   | 1 August, 1938    | Dissenyat per trencar rècord mundial de velocitat a l'aire; es va intentar convertir en caça però no va resultar |
| Me 209-II |                   | 1943              | Caça; actualització del Bf 109, mai es va produir                                                                |
| Me 210    |                   | Setembre, 1939    | Avió de reconeixement / Caça pesant bimotor                                                                      |
| Me 261    | Adolfine          | 1941              | Dissenyat per trncar rècord d'abast; se'n van construir tres utilitzats com a avió de reconeixement              |
| Me 262    | Schwalbe (Trago)  | 18 juliol, 1942   | Caça bimotor; primer caça de reacció operacional                                                                 |
| Me 263    |                   | Mai volat         | Avió coet interceptor; desenvolupament avançat del Me 163                                                        |
| Me 264    | Amerika (Amèrica) | 23 desembre, 1942 | Bombarder estratègic, desenvolupat sota el programa Amerika Bomber                                               |
| Me 265    |                   | No construït      | Pre-prototip d'aeronau d'atac                                                                                    |
| Me 309    |                   | Juliol, 1942      | Caça; havia de reemplaçar el Bf 109                                                                              |
| Me 310    |                   | 1 construit       | Me 210 amb la cabina pressuritzada                                                                               |
| Me 321    |                   | 7 Març, 1941      | Planador de transport gran                                                                                       |
| Me 323    | Gigant (Gegant)   | Caiguda, 1941     | Aeronau de transport gran; versió motoritzada del Me 321                                                         |
| Me 328    |                   | Tardor, 1943      | Caça paràsit pulsoreactor selbstopfer                                                                            |
| Me 329    |                   | No construït      | Planador caça/bombarder pesant                                                                                   |
| Me 334    |                   |                   | Caça sense cua similar al Me 163                                                                                 |
| Me 409    |                   |                   | Projecte de lluitardor de gran altitud; evolucionat a Bv 155                                                     |
| Me 410    | Hornisse (Hornet) | 1943              | Caça pesant i bombarder ràpid bimotor; desenvolupament del Me 210                                                |
| Me 509    |                   | No construït      | Caça basat en el Me 309, amb el motor darrere de la cabina com en el P-39 Airacobra                              |
| Me 609    |                   |                   | Caça pesant |
| P.08-01   |                   | No va volar       | Prototipus |
| P.1079    |                   | No va volar       | Bombarder de llarg abast                                                                                         |
| P.1092    |                   | No va volar       | Prototipus |
| P.1095    |                   | No va volar       | Prototipus d'aeronau multi-funció                                                                                |
| P.1099    |                   | No va volar       | Prototipus d'aeronau multi-funció                                                                                |
| P.1101    |                   | No va volar       | Prototipus d'interceptor de reacció d'ala de geometria variable                                                  |
| P.1106    |                   | No va volar       | Intent de millora del P.1101                                                                                     |
| P.1110    |                   | No va volar       | Prototipus d'interceptor de gran altitud                                                                         |
| P.1111    |                   | No va volar       | Prototipus caça/interceptor                                                                                      |
| P.1112    |                   | No va volar       | Prototipus de caça sense cua de reacció                                                                          |